# Tarif d'utilisation du réseau public d'électricité
Les tarifs d’utilisation des réseaux publics d’électricité ou TURPE ont été créés en 2000 pour rémunérer le Réseau de Transport d’Électricité (RTE), Enedis (anciennement ERDF) et les entreprises locales de distribution.
Les réseaux électriques sont, au sens de la théorie économique, des infrastructures essentielles. Gérés par des opérateurs en situation de monopole naturel, les réseaux électriques constituent le support nécessaire à l'exercice d'activités concurrentielles sur les marchés de l'énergie. De telle sorte, les conditions techniques, juridiques et financières relatives à l'accès et à l'utilisation de ces réseaux sont régulés.
Afin d'éviter une dérive des tarifs à l'encontre des utilisateurs des réseaux et d'assurer un accès aux réseaux sur une base objective, transparente et non-discriminatoire, les revenus autorisés des gestionnaires de réseaux, ainsi que la façon dont ces revenus sont perçus auprès de chaque catégorie d'utilisateurs, sont déterminés par une autorité de régulation indépendante.
En France, la Commission de régulation de l'énergie élabore les tarifs d'utilisation des réseaux publics d'électricité.

## Régime juridique
Les TURPE sont définis aux articles L. 341-2 et suivants du code de l'énergie.
Ils doivent compenser l'exercice des missions et contrats de service public exercés par les gestionnaires de réseau. Ils financent également les surcoûts de recherche et de développement nécessaires à l'accroissement des capacités de transport des lignes électriques. Ils peuvent enfin financer une partie des coûts de raccordement aux réseaux et une partie des coûts des prestations annexes réalisées à titre exclusif par les gestionnaires de ces réseaux.

## Principes généraux
L'élaboration du TURPE repose sur la fixation, pour une période donnée, d'un revenu autorisé prévisionnel pour le gestionnaire du réseau public de transport ou de distribution d'électricité.
Ce revenu prévisionnel est établi sur la base d'un plan d'affaires transmis par le gestionnaire de réseau à la Commission de Régulation de l'Énergie.
Ce revenu vise notamment à couvrir, sur la période considérée; aujourd'hui fixée à quatre ans; les charges de capital et les charges nettes d'exploitation du gestionnaire de réseau liées à l'exécution ses missions.

## Calcul du TURPE
Le tarif réglementé, ou TURPE, est basé sur une méthode de calcul dite « par empilement ». Cette méthode prend en compte plusieurs composantes, chacune ayant un impact spécifique sur le coût final de l’électricité pour le consommateur. Les principales composantes sont les suivantes :
- La production d'électricité : Ce coût inclut l'accès à l'électricité nucléaire historique via l'ARENH (70 %) et le prix au marché de gros de l'électricité (30 %).
- L'acheminement de l'électricité : Cela inclut le transport via les réseaux de RTE (Réseau de Transport d'Électricité) et de distribution via ENEDIS, correspondant à la composante TURPE.
- Le complément à la fourniture d'électricité : Cela est nécessaire pour répondre aux pics de consommation, notamment durant les périodes de forte demande.
- La rémunération de la commercialisation : EDF perçoit une rémunération pour la vente de l'électricité, incluant une marge jugée raisonnable.

Le TURPE est l'addition de plusieurs « composantes » correspondant aux différents coûts supportés par les gestionnaires du réseau. Les principales composantes incluent :
- Le soutirage : Fonction de la puissance et de la consommation.
- La gestion de la clientèle : Facturation, recouvrement, accueil, etc.
- Le comptage : Entretien, location, relève des compteurs.

### 4 grands principes régissant le calcul
- La « péréquation tarifaire » : Le tarif est identique sur l'ensemble du territoire national, conformément au principe de solidarité territoriale mentionné dans le code de l’énergie (Article L 341-3).
- Le principe du « timbre-poste » : Interdit de répercuter sur le consommateur la distance effective parcourue pour l'acheminement de l'électricité. Le tarif d'acheminement doit être le même, quel que soit la distance entre le compteur et le lieu de production.
- La « tarification en fonction de la puissance souscrite » : La puissance souscrite par un foyer et la tension de raccordement sont des facteurs principaux qui permettent de moduler le TURPE à la hausse ou à la baisse.
- L'« horo-saisonnalité » : Ce principe introduit une discrimination tarifaire en fonction des saisons, du jour de la semaine et même de l’heure de la journée.

## Histoire et réévaluation du TURPE
La réévaluation du TURPE est rythmée par deux calendriers différents.
La loi prévoit tout d'abord une révision générale de la méthode de calcul tous les quatre ans (TURPE 1, 2, 3, 4, 5, etc.). Cette mise à jour quadriennale fait l'objet d'une étude préparatoire de la CRE (Commission de Régulation de l’Énergie), en fonction notamment de l'évolution des coûts de RTE et Enedis. Le dernier mot revient au ministre de l'Écologie, qui statue par arrêté.
Une révision annuelle est prévue par ailleurs (au 1er août), non pas pour modifier la méthode de calcul mais pour revaloriser le montant de certaines composantes. Elle tient compte de l'inflation, mais aussi d'un ajustement automatique (+0,4 % pour le transport et +1,3 % pour la distribution). Un dernier critère, le facteur « k », est compris entre -2 % et +2 % : c'est lui qui permet d'ajuster le TURPE à la hausse ou à la baisse, selon que les résultats financiers des gestionnaires sont meilleurs ou moins bons que les prévisions de l'année précédente.
En 2000, en France, le TURPE est prévu pour séparer comptablement des activités du monopole historique de production et de fournitures, de celles d’acheminement (transport et distribution).
L'introduction du TURPE a pour objectif de réguler un monopole naturel avec d'une part l'objectif d'une rémunération juste de l'activité et d'autre part un accès non-discriminatoire aux
réseaux

### Tarifs depuis 2002
Les premiers tarifs TURPE  ont pu être approuvés par le décret no 2002-1014 du 19 juillet 2002 et entrés en application le 1er novembre 2002.
Ces tarifs ont été prévus pour une durée d'application limitée à douze ou dix-huit mois compte tenu de l'imprécision des comptes des opérateurs utilisés pour les établir.
La durée d'application de ces tarifs a pu dépasser les trois années?

### Turpe 2: 2005-2009
Le 23 septembre 2005, par décision ministérielle, est défini le tarif d'utilisation des réseaux (TURPE 2).
Le Turpe 2 est défini dans le cadre légal défini par la loi no 2000-108 du 10 février 2000 modifiée, pour remplacer les tarifs précédents approuvés par le décret no 2002-1014 du 19 juillet 2002 et entrés en application le 1er novembre 2002. Le règlement européen no 1228/2003 du 26 juin 2003, entré en application le 1er juillet 2004 prévoit que les redevances d'accès aux réseaux « sont transparentes, prennent en considération la nécessité de garantir la sécurité des réseaux et reflètent les coûts effectivement engagés dans la mesure où ils correspondent à ceux d'un gestionnaire de réseau efficace »

### Turpe 3: 2009-2013
Les tarifs TURPE 3 sont entrés en vigueur le 1er août 2009 et sont appliqués jusqu'en 2013. Actualisés par les tarifs TURPE 3bis, ils permettent à Enedis de financer ses activités, d’assurer sa mission d’entretien du réseau et de le moderniser. Il assure aujourd’hui 90 % des recettes d’Enedis.

### Tarifs Turpe 4
Les tarifs TURPE 4 ont été mis en consultation publique par la Commission de régulation de l'énergie (CRE), à l'été 2013, pour une application dès 2014 
.
Elle a publié le 13 novembre 2013 une délibération, portant projet de décision relative aux tarifs d’utilisation d’un réseau public d’électricité dans le domaine de tension HTA ou BT.

### Turpe 5: 2017-2021
Les tarifs Turpe 5 ont été mis en consultation publique par la Commission de régulation de l'énergie (CRE) lors du second semestre 2015 pour une entrée en vigueur à partir du 1er août 2017. Parmi les modifications, l'augmentation de 6,76 % du tarif TURPE HTB (tarif pour les clients raccordés en haute tension et très haute tension), et de 2,71 % du TURPE HTA-BT (tarif pour les clients raccordés en haute tension et basse tension). Cette augmentation des tarifs vise à donner à RTE et Enedis les moyens financiers d'adapter le réseau à la transition énergétique (décentralisation de la production, autoconsommation, qualité des bâtiments) ainsi qu'aux nouveaux usages (compteurs intelligents Linky, voitures électriques, etc.).

### Turpe 6: 2021-2025
Le Tarif TURPE 6 est basé sur la délibération TURPE 6 HTA-BT du 21 janvier 2021 de la CRE. Le TURPE 6 doit succéder au TURPE 5. Le TURPE 5 arrivera bientôt à la fin de sa période d'existence, de ce fait la CRE est déjà en train de préparer la suite avec le TURPE 6 pour la période 2021-2025. Elle a d'ailleurs lancé plusieurs consultations publiques afin de permettre aux consommateurs (professionnels comme particuliers) de donner leur avis concernant les tarifs d'acheminement futurs.
Il faudra donc attendre fin 2020 pour en savoir plus sur les prochains Tarifs d'acheminement de l'électricité avec les tarifs Turpe 6.
Le 1er août 2021 les nouveaux tarifs d’utilisation des réseaux publics d’électricité (TURPE) entrent en vigueur pour une durée d'environ quatre années. Le 1er août 2023, le TURPE bénéficie d'une indexation HTA/BT de + 6,51 %.
Le TURPE 6 inclut différentes composantes:
- composante annuelle de gestion (CG)
- composante annuelle de comptage (CC)
- composante annuelle de soutirage (CS)
- composante mensuelle des dépassements de puissance souscrite (CMDPS)
- composante annuelle des alimentations complémentaires et de secours (CACS)
- composante de regroupement (CR)
- composante annuelle de l’énergie réactive (CER)
- composante annuelle des injections (CI)

Les tarifs dépendent du raccordement des clients:
- Tarifs des clients raccordés en HTA
- Tarifs des clients raccordés en BT > 36 kVA
- Tarifs des clients raccordés en BT ≤ 36 kVA

Les tarifs TURPE sont également sujet aux taxes:
- Contribution tarifaire d’acheminement (CTA) p. 24
- Taxe intérieure sur la consommation finale d’électricité (TICFE) p. 24
- Taxe sur la valeur ajoutée (TVA)

### Turpe 7: 2025-2028
Le TURPE 7 est entré en vigueur le 1ᵉʳ août 2025, pour une durée de trois ans, conformément à la délibération n° 2025-78 de la Commission de régulation de l’énergie (CRE). Il succède au TURPE 6, en conservant les grands principes du tarif d’utilisation du réseau, tout en intégrant des ajustements structurels pour accompagner la transition énergétique et l’évolution des usages électriques.
Une hausse anticipée a été appliquée dès le 1ᵉʳ février 2025 : +7,7 % pour la partie distribution (HTA-BT) et +9,6 % pour le transport (HTB). Lors de son entrée en vigueur au 1ᵉʳ août 2025, le TURPE 7 prévoit une baisse moyenne de 1,9 % sur la distribution, tandis que le tarif transport reste stable.
Parmi les évolutions notables introduites par le TURPE 7 :
- un élargissement des écarts heures pleines/heures creuses en hiver, et une introduction progressive d’heures creuses estivales en journée, notamment pour valoriser la production solaire[10]
- une modification de la facturation des clients non équipés de compteur Linky, avec l’instauration d’un forfait fixe de 6,48 € tous les deux mois et une majoration de 4,14 € si l’index n’a pas été relevé depuis plus de 12 mois[12]
- la mise en place, à partir du 1ᵉʳ août 2026, d’une option tarifaire "injection-soutirage" pour les sites couplant production et stockage, afin de refléter plus fidèlement leur impact sur le réseau[12]

Le TURPE 7 poursuit les objectifs de régulation incitative définis par la CRE, avec notamment une hausse des investissements prévus par Enedis et RTE, et un renforcement des signaux tarifaires pour encourager un pilotage plus fin de la consommation et de l’injection.